# Attagenus lategriseus
Attagenus lategriseus is een keversoort uit de familie spektorren (Dermestidae). De wetenschappelijke naam van de soort werd in 1955 gepubliceerd door Kalík.